# FC Den Bosch '67 in het seizoen 1969/70
Het seizoen 1969/1970 was het 16e jaar in het bestaan van de Bossche betaaldvoetbalclub FC Den Bosch '67. De club kwam uit in de Nederlandse Eerste divisie en eindigde daarin op de vijfde plaats. Tevens deed de club mee aan het toernooi om de KNVB Beker, hierin werd in de tweede ronde verloren van PSV (2–4).

## Wedstrijdstatistieken

### Eerste divisie
|       | Blauw-Wit | SC Cambuur | D.F.C. | Elinkwijk | Excelsior | Fortuna | Fortuna SC | De Graafschap | Helmond Sport | Heracles | HVC   | RCH   | Veendam | Vitesse | Volendam | De Volewijckers | Willem II |
| ----- | --------- | ---------- | ------ | --------- | --------- | ------- | ---------- | ------------- | ------------- | -------- | ----- | ----- | ------- | ------- | -------- | --------------- | --------- |
| Thuis | 2 – 1     | 2 – 0      | 0 – 0  | 1 – 0     | 0 – 0     | 2 – 0   | 2 – 2      | 1 – 1         | 2 – 0         | 2 – 1    | 4 – 0 | 3 – 0 | 1 – 1   | 2 – 0   | 1 – 1    | 1 – 0           | 3 – 0     |
| Uit   | 2 – 0     | 1 – 1      | 1 – 1  | 2 – 1     | 2 – 0     | 0 – 0   | 1 – 1      | 1 – 0         | 0 – 0         | 0 – 0    | 1 – 2 | 1 – 0 | 2 – 0   | 0 – 2   | 1 – 0    | 2 – 2           | 0 – 0     |

### KNVB beker
| 1e ronde                                       | Heracles                                                        | 0 – 1 (0 – 1) | FC Den Bosch '67    |
| 19 oktober 1969 Plaats: Almelo Bornsestraat    |                                                                 |               | 19' Ad Graaumans    |
| 2e ronde                                       | PSV                                                             | 4 – 2 (3 – 1) | FC Den Bosch '67    |
| 1 maart 1970 Plaats: Eindhoven Philips Stadion | Nico Mares 3' Willy van der Kuijlen 8', 38' Wietse Veenstra 63' |               | 4', 85' Eef Mulders |

## Statistieken FC Den Bosch '67 1969/1970

### Eindstand FC Den Bosch '67 in de Nederlandse Eerste divisie 1969 / 1970
| Stand | Gespeeld | Gewonnen | Gelijk | Verloren | Punten | Doelpunten voor | Doelpunten tegen |
| ----- | -------- | -------- | ------ | -------- | ------ | --------------- | ---------------- |
| 5e    | 34       | 13       | 14     | 7        | 40     | 39              | 24               |

### Topscorers
| #      | Naam                | Goal |
| ------ | ------------------- | ---- |
| 1.     | Eef Mulders         | 10   |
| 2.     | Ad Graaumans        | 7    |
| 3.     | Carlo van den Bergh | 4    |
| 3.     | Jan Hoefs           | 4    |
| 5.     | Leen de Ridder      | 3    |
| 5.     | Hans Verhagen       | 3    |
| 5.     | Wim van Helvoort    | 3    |
| 8.     | Hennie Passon       | 2    |
| 8.     | Wim Vissers         | 2    |
| 10.    | Daan Netten         | 1    |
| 10.    | Willy Uyens         | 1    |
| Totaal | Totaal              | 39   |

| #      | Naam         | Goal |
| ------ | ------------ | ---- |
| 1.     | Ad Graaumans | 1    |
| Totaal | Totaal       | 1    |